# هنري كارينغتون بولتون
هنري كارينغتون بولتون (بالإنجليزية: Henry Carrington Bolton)‏ هو مؤرخ وكيميائي أمريكي، ولد في 29 يناير 1843 في نيويورك في الولايات المتحدة، وتوفي في 19 نوفمبر 1903.